# پرواز بدون توقف

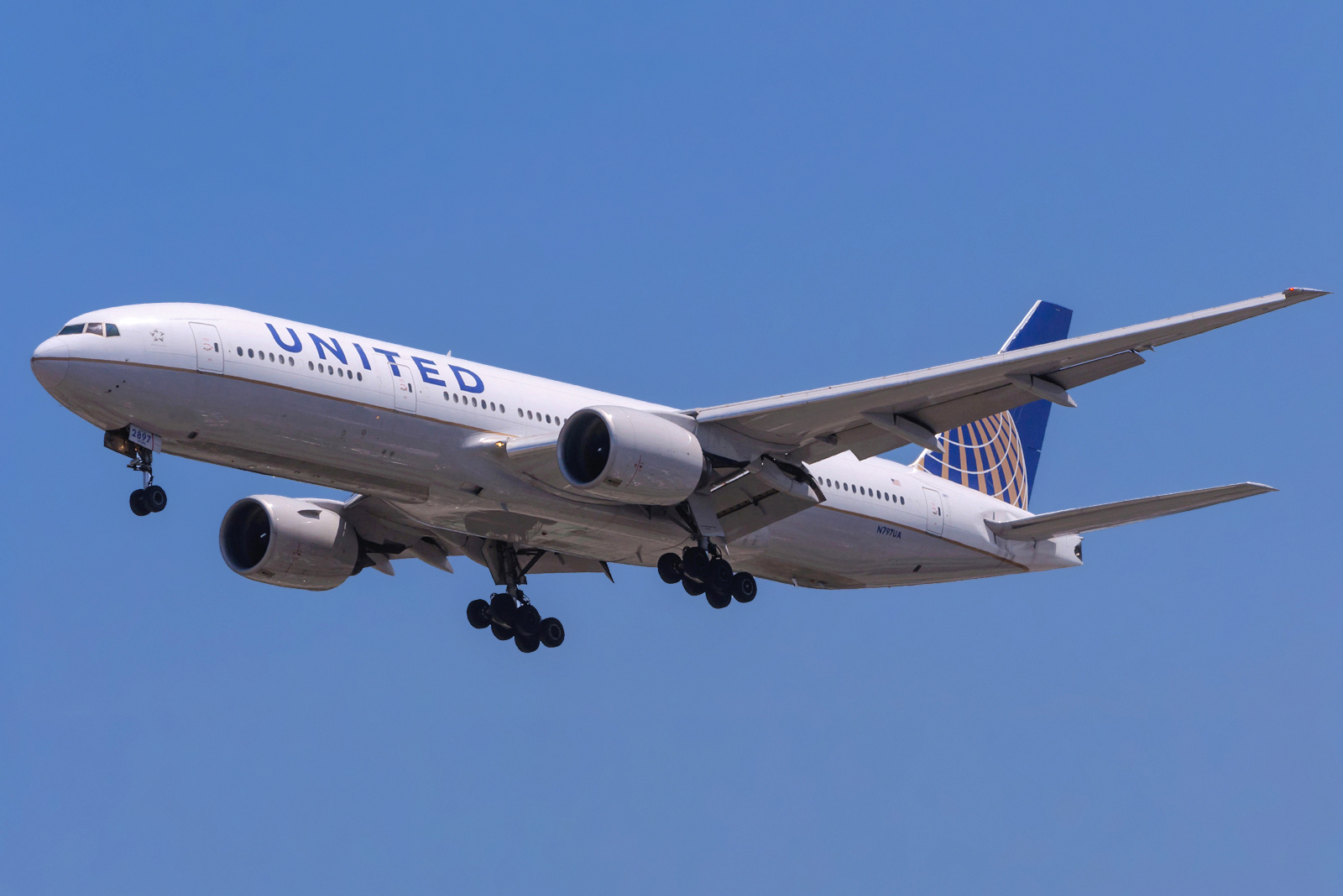
بوئینگ ۷۷۷ مورد استفاده برای پروازهای بدون توقف

پرواز بدون توقف گونه‌ای از پرواز هواپیما است که در میانه حرکت آن نشست و برخاست وجود ندارد. این نوع از پرواز بدون وقفه ادامه دارد. در پرواز بدون توقف، هواپیما از مبدأ تا مقصد مسیر پرواز را بدون اینکه متوقف بشود طی می‌کند.

## تاریخچه
فروپاشی اتحاد جماهیر شوروی باعث شکوفایی صنعت هوایی روسیه شد که استفاده از مسیر قطبی جدید برای هوانوردی تجاری و حذف نشست و برخاست‌های زیادی را ممکن می‌ساخت.
در سال دهه ۲۰۰۰ و اوایل دهه ۲۰۱۰ افزایش شدید قیمت سوخت بر اثر بحران مالی ۲۰۱۲–۲۰۰۷ منجر به حذف بسیاری از پروازهای بدون توقف فوق طولانی شد. با کاهش دوباره قیمت سوخت و دوباره ارزش اقتصادی یافتن مسیرهای طولانی، بار دیگر استفاده از این پروازها رونق گرفت.

## مقایسه
پرواز مستقیم